# Errol Morris
Errol Morris (ur. 5 lutego 1948 w Hewlett) – amerykański reżyser, scenarzysta i producent filmowy. Jeden z czołowych twórców amerykańskiego kina dokumentalnego. Jego twórczość wyróżnia uporne dążenie reżysera do poznania prawdy za pomocą różnorakich środków, m.in. wywiadów, odgrywanych scen, animacji czy nieznanych materiałów archiwalnych.
Poza filmami i serialami, Morris jest również twórcą ponad tysiąca reklam telewizyjnych.

## Życiorys

### Początki
Urodził się w stanie Nowy Jork w rodzinie żydowskiej. Jego ojciec był lekarzem i zmarł na atak serca, gdy Errol miał zaledwie dwa lata. Wychowywała go i jego starszego brata Noela samotna matka Cinabelle Morris. Była ona absolwentką prestiżowej szkoły muzycznej Juilliard School, uczyła gry na fortepianie, a jej pierwszym językiem był jidysz. Errol od małego uczył się gry na wiolonczeli.
W 1969 Morris uzyskał tytuł licencjata na kierunku artystycznym na University of Wisconsin-Madison. Później próbował swoich sił na fizyce na Uniwersytecie Princeton, a także na filozofii na Uniwersytecie Kalifornijskim w Berkeley pod kierunkiem Thomasa Kuhna, ikony postmodernizmu i twórcy pojęcia paradygmatu naukowego. Kuhn miał w czasie jednej z ożywionych dyskusji rzucić w głowę niepokornego studenta Errola popielniczką. Na kampusie w Berkeley Morris zaprzyjaźnił się z kręcącym wtedy Stroszka w USA niemieckim reżyserem Wernerem Herzogiem.

### Debiut
Debiutem reżyserskim Morrisa był kultowy, choć mający początkowo problemy z dystrybucją, dokument Bramy niebios (1978), poświęcony dwóm kalifornijskim cmentarzom dla zwierząt. Już w tym pierwszym projekcie ujawniła się charakterystyczna dla reżysera metoda pracy: osoby udzielające wywiadu patrzyły się wprost do kamery i nie udawały, że nie wiedzą o jej istnieniu. Metoda ta, zwana „Interrotron”, stała się od tej pory znakiem rozpoznawczym twórczości Morrisa.
W czasie długotrwałych prac nad filmem Werner Herzog założył się ze swoim 29-letnim protegowanym Errolem Morrisem, że jeśli obraz zostanie ukończony i pokazany w kinach, to Herzog zje but, w którym właśnie chodzi. Po udanej premierze filmu niemiecki reżyser publicznie wywiązał się z danej przyjacielowi obietnicy i w 1979 skonsumował swój wcześniej ugotowany but, co uwiecznione zostało w krótkometrażowym filmie Werner Herzog zjada swój but (1980) Lesa Blanka.

### Lata 80.-90.
Kolejne filmy Morrisa odnosiły coraz większe sukcesy. Vernon, Florida (1981), mający status równie kultowy jak debiut, ukazywał w przyjemny sposób ekscentrycznych mieszkańców tytułowego prowincjonalnego miasteczka. W Cienkiej niebieskiej linii (1988) reżyser niczym rasowy detektyw prowadził śledztwo w sprawie niejakiego Randalla Adamsa, niesłusznie skazanego za zabicie policjanta z Teksasu. Obraz doprowadził w konsekwencji do uwolnienia Adamsa z więzienia. Chociaż film zalicza się do klasyki światowego kina dokumentalnego, Amerykańska Akademia Filmowa nie przyznała mu nawet nominacji do Oscara, uznając, że skoro są w nim odgrywane sceny rzekomo mających miejsce wydarzeń, filmu nie można w pełni uznać za dokumentalny.
Krótka historia czasu (1991) traktowała o życiu i dokonaniach wybitnego sparaliżowanego naukowca Stephena Hawkinga. Pan Śmierć (1999) to portret kontrowersyjnego specjalisty od metod przeprowadzania kary śmierci, projektanta krzesła elektrycznego, a zarazem człowieka jawnie zaprzeczającego Holocaustowi.

### Wiek XXI
Mgły wojny: Jedenaście lekcji z życia Roberta S. McNamary (2003) przyniosły Morrisowi Oscara za najlepszy pełnometrażowy film dokumentalny. Było to spojrzenie na najnowszą historię Ameryki oczami byłego sekretarza obrony USA i architekta wojny w Wietnamie Roberty S. McNamary. Zwykła procedura operacyjna (2008) opisywała nadużycia i tortury, których dopuszczali się Amerykanie na przetrzymywanych więźniach w Abu Ghraib. Obraz zdobył Srebrnego Niedźwiedzia – Nagrodę Grand Prix Jury na 58. MFF w Berlinie. Wiedzieć czego się nie wie (2013) było z kolei wywiadem-rzeką z Donaldem Rumsfeldem, sekretarzem obrony USA odpowiedzialnym za inwazję na Irak w 2003. Film startował w konkursie głównym na 70. MFF w Wenecji.
W zrobionym dla platformy Netflix dokumencie The B-Side: Elsa Dorfman’s Portrait Photography (2016) Morris przyglądał się życiu, karierze i bogatemu archiwum tytułowej fotografki-portrecistki. Jego późniejsze projekty to m.in. miniserial dokumentalny Wormwood (2017); pełnometrażowy dokument American Dharma (2018), w którym Morris rozmawia ze Steve’em Bannonem, kontrowersyjnym byłym doradcą i głównym strategiem prezydenta Donalda Trumpa; telewizyjny dokument Kapłan LSD, miłość i ja (2020) poświęcony zaś był spojrzeniu na postać guru LSD Timothy’ego Leary’ego oczami jego kochanki Joanny Harcourt-Smith.

## Wybrana filmografia

### Reżyser

#### Dokumentalne filmy pełnometrażowe
- 1978: Bramy niebios (Gates of Heaven)
- 1981: Vernon, Florida
- 1988: Cienka niebieska linia (The Thin Blue Line)
- 1991: Krótka historia czasu (A Brief History of Time)
- 1997: Szybcy, tani i poza kontrolą (Fast, Cheap & Out of Control)
- 1999: Pan Śmierć (Mr. Death: The Rise and Fall of Fred A. Leuchter, Jr.)
- 2003: Mgły wojny: Jedenaście lekcji z życia Roberta S. McNamary (The Fog of War: Eleven Lessons from the Life of Robert S. McNamara)
- 2008: Zwykła procedura operacyjna (Standard Operating Procedure)
- 2010: Tabloid
- 2013: Wiedzieć czego się nie wie (The Unknown Known)
- 2016: The B-Side: Elsa Dorfman’s Portrait Photography
- 2018: American Dharma
- 2020: Kapłan LSD, miłość i ja (My Psychedelic Love Story)

#### Dokumentalne seriale telewizyjne
- 2000–2001: First Person (17 odcinków)
- 2017: Wormwood (6 odcinków)

#### Filmy fabularne
- 1991: Mroczny wicher (The Dark Wind)[12][13]